# Claude Beylie
Claude Beylie (n. 22 februarie 1932, Sarlat, Aquitaine, Franța – d. 26 ianuarie 2001, Cannes, Provence-Alpes-Côte d'Azur, Franța) a fost un critic și istoric de film francez.